# Nuno de Sampayo
Nuno de Sampayo (Lisboa, 20 de Outubro de 1925 - 15 de Março de 2005) foi escritor, poeta, ensaísta e crítico literário português. Publicou, em poesia, A Orla e o Tempo (1956), A Condição Angélica (1960), O Eterno Instante (1964). Em 1958 Jorge de Sena (1919-1978) inclui-o na seleção da antologia poética Líricas portuguesas. Compilou em O Espírito da Obra (1961) um conjunto de ensaios dedicados à obra de grandes nomes da literatura universal como Tolstoi, Proust, Kafka e Joyce, entre outros. Entre 1961 e 1983 trabalhou no Serviço de Bibliotecas Itinerantes da Fundação Calouste Gulbenkian que ajudou a desenvolver a convite de António Branquinho da Fonseca (1905-1974).